# طلحة (بشتكوه)
طلحة (بالفارسية: طلحه) هي قرية تقع في إيران في Poshtkuh Rural District. يقدر عدد سكانها بـ 2,387 نسمة .